# Leon Balogun
Pour les articles homonymes, voir Balogun.
Leon Aderemi Balogun est un footballeur international nigérian, né le 28 juin 1988 à Berlin. Il évolue au poste de défenseur central. Il possède également la nationalité allemande. Il évolue au Rangers FC.

## Biographie
Leon Balogun est né d'une mère allemande et d'un père nigérian.
Le 31 janvier 2020, il est prêté à Wigan Athletic.
Le 24 juillet 2020, il rejoint Rangers Football Club.

## Palmarès

### En club
- Rangers FC
  - Champion d'Écosse en 2021.
  - Vainqueur de la Coupe d'Écosse en 2022
  - Vainqueur de la Coupe de la Ligue écossaise en 2023
  - Finaliste de la Coupe de la Ligue écossaise en 2024

## Statistiques
| Saison    | Club                | Pays               | Championnat        | Coupes nationales | Coupes d'Europe |
| --------- | ------------------- | ------------------ | ------------------ | ----------------- | --------------- |
| 2007-2008 | Türkiyemspor Berlin | NOFV-Oberliga Nord | 29 matchs / 4 buts | -                 | -               |
| 2008-2009 | Hanovre 96          | Bundesliga         | 1 match            | -                 | -               |
| 2008-2009 | Hanovre 96 II       | Regionalliga Nord  | 20 matchs / 1 but  | -                 | -               |
| 2009-2010 | Hanovre 96          | Bundesliga         | 2 matchs           | -                 | -               |
| 2009-2010 | Hanovre 96 II       | Regionalliga Nord  | 16 matchs          | -                 | -               |
| 2010-2011 | Werder Brême        | Bundesliga         | 3 matchs           | -                 | -               |
| 2010-2011 | Werder Brême II     | 3.Liga             | 29 matchs / 1 but  | -                 | -               |
| 2011-2012 | Werder Brême        | Bundesliga         | -                  | -                 | -               |
| 2011-2012 | Werder Brême II     | 3.Liga             | 20 matchs / 3 buts | -                 | -               |
| 2012-2013 | Fortuna Düsseldorf  | Bundesliga         | 17 matchs          | 1 match           | -               |

Dernière mise à jour le 19 mai 2013